# 이혼 소동
《이혼 소동》(영어: The Awful Truth)은 1937년 개봉한 스크루볼 코미디 영화다. 리오 매케리가 감독을 맡았으며 아이린 던, 케리 그랜트가 출연하였다. 매케리는 이 영화로 아카데미 감독상을 받았다. 1992년 미국 국립 영화 보존소는 '문화적으로, 역사적으로, 예술적으로 중요하다'는 이유로 이 영화를 영구보존하기로 결정하였다.

## 출연

### 주연
- 아이린 던
- 캐리 그랜트
- 랄프 벨라미
- 알렉산더 달시

### 조연
- 세실 커닝햄
- 몰리 라몬트
- 에스더 데일
- 조이스 콤프턴
- 로버트 알렌
- 로버트 워윅
- 매리 포베스

## 기타
- 원작자: 아서 리치맨
- 협력프로듀서: 에버렛 리스킨
- 의상: 로버트 칼로크